# كلية بارجورا
كلية بارجورا (بالإنجليزية: Barjora College)‏؛ كلية تأسست في عام 1985، وهي كلية عامة في بارجورا في منطقة بانكورا التابعة للبنغال الغربية في الهند. تقدم دورات جامعية في الفنون. وهي تابعة لجامعة بانكورا.

## التاريخ
تأسست كلية بارجورا في عام 1985 لتوفير التعليم العالي في منطقة بانكورا الشمالية. تبرعت العديد من الشخصيات البارزة في هذا المجال وعامة الناس بالأرض لهذه الكلية. بدأت هذه الكلية في البداية في مدرسة بارجورا الثانوية. في وقت لاحق حولت إلى مبنى دائم في عام 1987.

## الأقسام

### الفنون
- البنغالية (مع مرتبة الشرف)
- الإنجليزية (مع مرتبة الشرف)
- التاريخ (مع مرتبة الشرف)
- العلوم السياسية (مع مرتبة الشرف)
- فلسفة (مع مرتبة الشرف)
- السنسكريتية (مع مرتبة الشرف)
- الجغرافيا (مع مرتبة الشرف)
- اقتصاديات

## الاعتماد الاكاديمي
في عام 2016 تم منح الكلية درجة B من قبل المجلس الوطني للتقييم والاعتماد (NAAC). يتم التعرف على الكلية من قبل لجنة المنح الجامعية (UGC).

## روابط خارجية
- الموقع الرسمي